# Raoul Sbarra
Raúl Sbarra est un footballeur argentin né le 8 mars 1911 - 18 novembre 1970. Ce joueur formait avec son frère Roberto la défense de l'Estudiantes de La Plata au début des années trente, puis il a joué demi dans plusieurs clubs français avant guerre.

## Carrière de joueur
- 1931-1936 :  Estudiantes de La Plata
- 1936-1937 :  FC Sochaux-Montbéliard
- 1937-1938 :  US Valenciennes-Anzin
- 1938-1939 :  RC Strasbourg
- 1939-1940 :  Académico FC
- 1941-1944 :  GD Estoril-Praia

## Palmarès
- Championnat de France:
  - Vice-champion: 1937 (avec le FC Sochaux-Montbéliard)